# Agathon de Scété
Abba Agathon est un moine et saint chrétien orthodoxe égyptien qui vit au IVe siècle à Scété, en Basse-Égypte et est connu pour sa douceur. Il est un disciple d'Abba Lot et d'Abba Poemen et un contemporain des notables pères du désert Amon, Macaire, Joseph et Pierre. Il est vénéré comme saint dans l'Église orthodoxe le 2 mars et est l'un des Pères du désert.

## Biographie

### Enfance et formation
Agathon a été formé à Thèbes par Abba Poemen lorsqu'il était jeune. Selon les paroles des Pères du désert, il était très estimé par Poemen, qui l'appelait « Abba » (père) même si Agathon était encore jeune. Il était connu pour sa douceur exceptionnelle, se considérant comme le plus pécheur de tous les hommes et son discernement,. Il fut un disciple d'Abba Lot,.
Il est un disciple d'Abba Lot et d'Abba Poemen et un contemporain des notables pères du désert Amon, Macaire, Joseph et Pierre,.
Agathon vit à Scété avec Alexandre et Zoilus, qui furent plus tard disciples d'Arsène. Il déménage après la destruction de Scetis et vit près de Troé (Τρώη / Τροία) près du Nil avec son disciple Abraham. On dit d'Agathon qu'il voyage souvent avec pour seul bagage son couteau pour fabriquer des paniers en osier. Même dans sa vieillesse, il subvient à tout ce dont il a besoin par le travail manuel. L'abba aurait même vécu trois années consécutives avec une pierre dans la bouche pour s'aider à apprendre le silence et l'abstinence de parole,.

### Histoires notables
Un jour, certains moines viennent voir Agathon pour le tester, l'accusant faussement d'être un fornicateur, un orateur de sottises, un homme orgueilleux et un hérétique. Il accepte toutes leurs accusations comme vraies, à l'exception de leur affirmation selon laquelle il est hérétique. Émerveillés par son humilité, les moines repartent édifiés.
Agathon a un jour réprimandé un frère moine pour avoir désiré emporter un seul petit pois jeté au bord de la route. Il dit à ce moine de ne jamais rien prendre qui ne lui appartenait pas. De même, un frère vient un jour vers lui avec un morceau de nitre provenant d'un arbre qu'il avait trouvé sur la route. L'abba le réprimande également et lui ordonne de restituer ce qu'il avait pris.
Agathon charge ses disciples de vendre leurs biens sur le marché au premier prix demandé par l'acheteur. De même, ils doivent acheter des biens au premier prix qui leur serait présenté plutôt que de négocier.
Un jour, Abba Agathon rencontre un malade sur le chemin du marché. Il l'emmène dans une cellule et paye son loyer pendant quatre mois jusqu'à ce que le malade se rétablisse.
Une autre fois, Abba Agathon aperçoit un paralytique au bord de la route. L'homme demande à être transporté au marché, ce que l'abba a fait. À la demande de l'homme, l'abba utilise la totalité du produit de sa vente au marché pour acheter telles ou telles choses pour l'homme. Quand ils ont fini, il le ramène là où il l'avait trouvé comme il l'avait demandé. Soudain, l'homme parle à Abba Agathon en lui disant qu'il avait des vertus divines, et disparait. Hélas, ce n'était pas un paralytique, mais un ange qui était venu le tester.
Dans Le Prologue d'Ohrid, l'histoire raconte comment un moine complimente Agathon pour un petit couteau qu'il utilisait pour couper les broussailles. En entendant le compliment, l'abba offre immédiatement le couteau au moine en cadeau.

### Mort
Abba Agathon est mort c. 435 apr. J.-C..
À sa mort, il reste trois jours les yeux ouverts. Les frères lui demande où il se trouvait et il répond en disant qu'il était au tribunal de Dieu. Lorsque ses disciples lui demandent s'il avait peur, il répond : « Jusqu'à présent, j'ai fait de mon mieux pour garder les commandements de Dieu ; mais je suis un homme ; comment puis-je savoir si mes actions sont agréables à Dieu ? » Lorsqu'ils l'interrogent davantage, il répond : « En vérité, le jugement de Dieu n'est pas celui de l'homme. ». Dorothée de Gaza cite à deux reprises les dernières paroles d'Abba Agathon dans ses exhortations à ses moines.

## Postérité
Il est vénéré comme saint dans l'Église orthodoxe le 2 mars,. C'est l'un des Pères du désert.

### Tropaire(ton 8)
Un tropaire (ton 8) est dédié à Agathon :

« Par un flot de larmes tu as rendu le désert fertile,
et ton désir de Dieu a produit des fruits en abondance.
Par le rayonnement des miracles tu as illuminé l’univers entier !
Ô notre saint-père Agathon, priez le Christ notre Dieu de sauver nos âmes ! »

### Vers
Un vers est dédié à Agathon :
Avec gaieté et tranquillité d'esprit, Agathon se souvient seul de sa mort.

### Dictons
- Tous les jours de votre vie, gardez l'état d'esprit de l'étranger que vous avez le premier jour où vous les rejoignez [les frères], afin de ne pas trop vous familiariser avec eux[1].
- Abba Agathon a un jour comparé une langue relâchée à : « Un vent fort et brûlant, chaque fois qu'il se lève, tout vole balayé devant lui, et il détruit les fruits des arbres. Aucune passion n'est pire qu'une langue incontrôlée, car elle est la mère de toutes les passions. C'est pourquoi le bon ouvrier ne doit pas l'utiliser, même s'il vit en solitaire dans la cellule. Je connais un frère qui a passé beaucoup de temps dans sa cellule utilisant un petit lit et qui a dit : J'aurais dû quitter ma cellule sans utiliser ce petit lit si personne ne m'avait dit qu'il était là. C'est le moine travailleur qui est un guerrier.[1].
- Un moine doit vivre de telle manière que sa conscience ne puisse jamais l'accuser de quoi que ce soit[1].
- S'il ne respecte pas les commandements de Dieu, un homme ne peut progresser, pas même dans une seule vertu[1].
- Je ne me suis jamais endormi avec un grief contre qui que ce soit et, autant que j'ai pu, je n'ai jamais laissé personne s'endormir avec un grief contre moi[1].
- Quelqu'un a demandé à Abba Agathon : « Qu'est-ce qui est mieux, l'ascétisme corporel ou la vigilance intérieure ? » Le vieil homme répondit : « L'homme est comme un arbre, l'ascétisme corporel est le feuillage, la vigilance intérieure le fruit. D'après ce qui est écrit : Tout arbre qui ne produit pas de bons fruits sera coupé et jeté au feu » (Mt 3,10), il est clair que tous nos soins doivent être dirigés vers le fruit, c'est-à-dire : garde de l'esprit; mais il lui faut la protection et l'embellissement du feuillage, ce qui est une ascétisme corporel. »[1].
- Je pense qu'il n'y a pas de travail plus grand que celui de la prière à Dieu. Car chaque fois qu'un homme veut prier, ses ennemis, les démons, veulent l'en empêcher, car ils savent que ce n'est qu'en le détournant de la prière qu'ils peuvent gêner son chemin. Quelle que soit la bonne œuvre qu’un homme entreprend, s’il y persévère, il obtiendra le repos. Mais la prière est un combat jusqu'au dernier souffle[1].
- Je considère le bien de mon frère comme une offrande sacrificielle[1].
- Un homme qui est en colère, même s'il ressuscite des morts, n'est pas agréable à Dieu[1].
- Un frère a interrogé Abba Agathon sur la fornication. Il répondit : « Va, jette ta faiblesse devant Dieu et tu trouveras le repos »[1].
- Si quelqu'un m'était particulièrement cher, mais que je réalisais qu'il m'amenait à faire quelque chose de moins bien, je devrais l'éloigner de moi[1].
- Un homme doit à tout moment être conscient des jugements de Dieu[1].
- Si je pouvais rencontrer un lépreux, lui donner mon corps et prendre le sien, je serais très heureux. C'est en effet une charité parfaite[1].
- Sans une grande vigilance, un homme ne progresse pas dans une seule vertu[1].